# Pegomya quadrivittoides
Pegomya quadrivittoides este o specie de muște din genul Pegomya, familia Anthomyiidae, descrisă de Zhong în anul 1985. Conform Catalogue of Life specia Pegomya quadrivittoides nu are subspecii cunoscute.